# بيري بي. كلارك
بيري بي. كلارك (بالإنجليزية: Perry B. Clark)‏ هو سياسي أمريكي، ولد في 30 سبتمبر 1957 بفرانكفورت في الولايات المتحدة. حزبياً، نشط في الحزب الديمقراطي.